# Согдинское сельское поселение
Согдинское се́льское поселе́ние — муниципальное образование в Верхнебуреинском районе Хабаровского края России.
Административный центр — село Согда.

## Население
| 2010 | 2011 | 2012 | 2013 | 2014 | 2015 | 2016 |
| ---- | ---- | ---- | ---- | ---- | ---- | ---- |
| 221  | →221 | ↘217 | ↘206 | ↘199 | ↘182 | ↗186 |
| 2017 | 2018 | 2019 | 2020 | 2021 |      |      |
| ↘179 | ↘161 | ↗164 | ↘152 | ↘114 |      |      |

## Населённые пункты
В состав поселения входят 4 населённых пункта:
| № | Населённый пункт | Тип             | Население |
| - | ---------------- | --------------- | --------- |
| 1 | Мошка            | посёлок станции | →0        |
| 2 | Согда            | село            | ↘100      |
| 3 | Ушман            | посёлок станции | ↘14       |
| 4 | Ягдынья          | посёлок станции | →0        |

### Упразднённые населённые пункты
Казарма 193 км.